# Museo d'arte contemporanea dell'Università di San Paolo
Il Museo d'Arte Contemporanea dell'Università di San Paolo (in portoghese Museu de Arte Contemporânea da Universidade de São Paulo) è un museo d'arte contemporanea situato nel campus principale dell'Università di San Paolo situato all'interno del Parco Ibirapuera, a San Paolo. È uno dei più grandi musei d'arte del Brasile. 

## Storia
Il museo fu inaugurato nel 1963, quando l'industriale e collezionista d'arte brasiliano Francisco Matarazzo Sobrinho, fondatore del Museo d'Arte Moderna di San Paolo, decise di chiudere il museo e di donare tutto il suo patrimonio, insieme alla collezione privata sua e della moglie, all'Università di San Paolo.

## Descrizione
Il museo è distribuito su tre sedi, due delle quali si trovano nel campus dell'Università di San Paolo:
- la sede principale del museo,
- il suo annesso, popolarmente conosciuto come maquinho, o piccolo MAC,
- il padiglione Cicillo Matarazzo, progettato dall'architetto Oscar Niemeyer, situato al margine del Parco Ibirapuera; fino al 1963 ospitava il Museo d'Arte Moderna di San Paolo. Ospita anche la Biennale di San Paolo e, in un grande annesso sul retro dell'edificio principale, mostre temporanee e persino opere realizzate in loco.

Il museo ospita una delle più grandi e complete collezioni di arte occidentale del XX secolo in America Latina, con oltre 8 000 opere, che comprendono i più importanti artisti, movimenti artistici e tendenze dell'arte moderna e contemporanea. Tra le tante, conserva importanti opere di Amedeo Modigliani, Umberto Boccioni, Marc Chagall, Pablo Picasso, Jean Metzinger, Joan Miró, Vasilij Kandinskij, Tarsila do Amaral, Candido Portinari, Ismael Nery, Anita Malfatti, Helio Oiticica e Lygia Clark.